# Кракра (пролом)
Вижте пояснителната страница за други значения на Кракра.
Проломът Кракра е пролом на река Струма (1-ви по ред по течението ѝ) в Западна България, между северните склонове на планината Голо бърдо на юг, и малкото плато Кракра на север в югозападната част на град Перник. Свързва Пернишката котловина на изток с Брезнишката котловина на запад.
Проломът е с епигенетичен произход и е с дължина около 1 km, а надморската му височина е 690 m. Всечен е в дълбоко окарстени варовици.
Започва в най-югозападната част на град Перник на 700 m н.в., заобикаля от юг малкото плато Кракра и след 1 km, в района на завод „Кристал“ завършва на 685 m н.в.
През него, по десния долинен склон на реката, преминава участък от около 1 km от трасето на жп линията София – Благоевград – Кулата, а по левия долинен склон – участък от първокласния Републикански път I-6 ГКПП Гюешево – София – Карлово – Бургас.

## Топографска карта
- Лист от карта K-34-59. Мащаб: 1 : 100 000.